# Mouscron
Mouscron je město v Belgii, asi 18 km severovýchodně od francouzského Lille. Nachází se na severozápadě země, ve valonské části, v provincii Henegavsko (francouzsky Hainaut). Původně patřilo k provincii Západní Flandry, ale roku 1963 bylo připojeno k Hainaut kvůli převažujícímu frankofonnímu obyvatelstvu. Vlámský název města zní Moeskroen. Během sčítání lidu roku 2013 mělo 56 011 obyvatel.
První zmínky o nejstarší části Mouscronu (vsi Dottignies) pocházejí z 9. století. Od počátku průmyslové revoluce se ve městě rozvíjel především textilní průmysl. K pamětihodnostem patří středověký hrad Château des Comtes z 15. století.
Ve městě sídlil fotbalový klub Royal Excelsior Mouscron, který však roku 2009 zanikl a nahradil ho klub Royal Mouscron-Péruwelz.

## Partnerská města
- Fécamp, Normandie
- Rheinfelden, Bádensko-Württembersko
- Barry, Wales

## Rodáci
- Philippe Adams (* 1969), závodník
- Rémy Cogghe (1854–1935), malíř
- Raymond Devos (1922–2006), francouzský komik
- Steed Malbranque (* 1980), francouzský fotbalista
- Frank Vandenbroucke (1974–2009), cyklista
- André Waignein (* 1942), skladatel, dirigent a hudebník
- Benoît Zwierzchiewski (* 1976), francouzský běžec